# Yoshimochi Ashikaga
Yoshimochi Ashikaga (jap. 足利 義持 Ashikaga Yoshimochi; ur. 12 marca 1386, zm. 3 lutego 1428) – czwarty siogun z rodu Ashikaga. Sprawował władzę w Japonii w okresie Muromachi w latach 1394–1423 i 1425–1428.

## Rządy
Yoshimochi rozpoczął rządy jako siogun w 1394, gdy jego ojciec, Yoshimitsu, zrezygnował z formalnego sprawowania władzy, ale do śmierci wywierał nadal duży wpływ na politykę siogunatu. Dopiero po śmierci Yoshimitsu w 1408 Yoshimochi mógł prowadzić własną politykę. W 1411 zerwał kontakty polityczne z Chinami, a w 1413 po abdykacji cesarza Go-Komatsu wszedł w konflikt z byłym dworem południowym. Powodem konfliktu był fakt, że cesarz Shōkō wstąpił na tron, łamiąc porozumienie między cesarzem Go-Kameyama z dworu południowego i cesarzem Go-Komatsu.
Kolejnym problemem dla sioguna była waśń w 1415 między Kantō-kubō (tytuł równoznaczny z tytułem sioguna), którym był Mochiuji Ashikaga, a Kantō-kanrei (namiestnik sioguna), którym był Zenshū Uesugi. Doprowadziła ona w 1416 do powstania Uesugi przeciw siogunatowi, które zostało stłumione dopiero w 1417 przez Mochiujiego. Trzy lata później, w 1420, w kraju wybuchła klęska głodu, która pochłonęła wiele ofiar. W 1422 ponownie wzrośli w siłę stronnicy dworu południowego. Zmęczony Yoshimochi w tym samym roku przekazał tytuł i władzę swojemu jedynemu synowi Yoshikazu, który jednak umarł bezdzietnie po trzech latach. Z tego powodu, w 1425 Yoshimochi ponownie objął urząd sioguna i sprawował go do swej śmierci w 1428. Po nim, na nowego sioguna wyznaczony został jego brat Yoshinori Ashikaga.

## Nawiązanie kontaktów z Koreą
W 1398 ambasador Pak Tong-chi został wysłany z Korei do Japonii, aby doprowadził do ukrócenia działalności japońskich piratów wakō. Został przyjęty przez Yoshimitsu, który wysłał go w drogę powrotną z setką złapanych piratów i prośbą do króla Korei o pisma buddyjskie. Był to początek formalnych relacji pomiędzy Japonią a Koreą, polegających m.in. na wymianie regularnych poselstw. Piraci jednak byli nadal na tyle dokuczliwi, że Koreańczycy podjęli próbę ataku na Cuszimę w 1419 (tzw. inwazja Ōei). Atak został odparty, a następny król koreański dążył raczej do pokojowych stosunków handlowych z Japonią.